# الجيل الأول من أنظمة ألعاب الفيديو
تشير حقبة الجيل الأول من أنظمة ألعاب الفيديو إلى ألعاب الفيديو و‌منصات ألعاب الفيديو و‌منصات الألعاب المحمولة المتاحة من 1972 وحتى 1983. من منصات الجيل الأول الجديرة بالذكرة هي سلسلة أوديسي و‌أتاري بونغ المنزلي و‌كوليكو تيلستار و‌كولور تي في غيم. انتهى الجيل بمنصة كمبيوتر تي في غيم في 1980، ولكن الكثير من المصنعين قد تركوا السوق قبلئذٍ بسبب انخفاض السوق في 1977 و بداية الجيل الثاني.
معظم الألعاب التي طُوِّرت أثناء هذا الجيل كانت مُلحقة بالمنصات ولا تُباع منفردة على عكس الأجيال اللاحقة، ومعظمها لم تكن محتواة على وسائط قابلة للمسح والتي بإمكان المستخدم التحويل بينها. غالبًا ما كانت تأتي المنصات مصحوبة بلمحقات أو خراطيش يمكنها تغيير الطريقة التي تُلعب بها اللعبة لتحسين تجربة اللعبة:56 لأن القدرات الرسومية تكونت من أشكال هندسية بسيطة كالنقاط والخطوط والكتل التي تحتل فقط شاشة منفردة. لم تكن منصات الجيل الأول قادرة في البداية على إظهار أكثر من لونين حتى وقت لاحق في الجيل، كانت القدرات الصوتية محدودة لدرجة أن بعض المنصات كانت بلا صوت على الإطلاق.
في 1972، تطوران كبيران قاما بالتأثير على مستقبل سوق ألعاب الفيديو المنزلية. في يونيو، قام نولان بوشنل و‌تيد دابني بتأسيس أتاري، والتي ستصبح إحدى أشهر الشركات في مجال ألعاب الفيديو وستلعب دورًا حيويًا في الأجيال الأولى للمنصات. في سبتمبر، أصدرت شركة ماغنافوكس - شركة إلكترونيات معترف بها - جهاز ماغنافوكس أوديسي. بينما كانت أوديسي محدودة القدرات مقارنةً بالمنصات المستقبلية والفشل التجارية، إلا إنها قدمت ميزات أصبحت معاييرًا في الصناعة من ضمنها الخراطيش القابلة للإزالة وذراعي التحكم المنفصلين للعب الجماعي. أتاري استوحت من أوديسي لعبة كرة الطاولة، وأطلقت إلى السوق لعبة بونغ بنسختيها المنزلية ولصندوق الألعاب؛ دخلت نينتندو - شركة يابانية معروفة ولها عدد من المنتجات - إلى سوق منصات ألعاب الفيديو أول مرة في 1977 بمنصتها كولور تي في غيم.

## نظرة عامة

### التاريخ
في 1951، تصور رالف باير فكرة التلفاز التفاعلي أثناء إنشاء مجموعة تلفزة من الصفر لصالح لورال في ذا برونكس بمدينة نيويورك. لم يسعَ باير وراء الفكرة، ولكنها عادت إليه في أغسطس 1966 عندما كان رئيس المهندسين ومدير قسم تصميم المعدات في ساندر وشركاه. بحلول ديسمبر 1966، صنع هو بالاشتراك مع أحد الفنيين نموذجًا سمح للاعب بالتحرك خطيًا عبر الشاشة. بعد إظهار هذا لمدير البحث والتطوير في الشركة، خُصص لها بعض التمويل وأصبح المشروع رسميًا. قضى باير الأشهر التالية القليلة في تصميم نماذج إضافية، وفي فبراير 1967 عيَّن الفني بيل هاريسون لبدء بناء المشروع.:30 قضى هاريسون الأشهر القليلة التالية بين المشاريع الأخرى يُحدِث تعديلات متتالية للنموذج. في الوقت ذاته، تعاون باير مع المهندس بيل روش في تصميم المنصة، ومن ضمن ذلك تطوير الأساس لكثير من الألعاب للمنصة. بحلول مايو، طُوِّرت أول لعبة وبحلول يونيو، اكتملت عدة ألعاب لما كان يعد حينئذٍ النموذج الثاني. وهذا تضمن لعبة حيث يتحكم اللاعبين بنقاط تلاحق بعضها البعض ولعبة تصويب مسدسات خفيفة ببندقية بلاسيتيكية. بحلول أغسطس 1967، أكمل باير وهاريسون النموذج الثالث للجهاز، ولكن شعر باير أنه لم يحقق نجاحًا في تصميم الألعاب الممتعة للنظام؛ ولتعويض هذا قام بإشراك بيل روش في المشروع، والذي ساعده للإتيان بالألعاب الأولية للمنصة.:45 وقد أثبت جدارته بسرعة إلى الفريق بابتكار وسيلة لإظهار النقاط على الشاشة معًا بدلاً من الوسيلتين الماضيتين، وتقترح تطوير لعبة لكرة الطاولة.

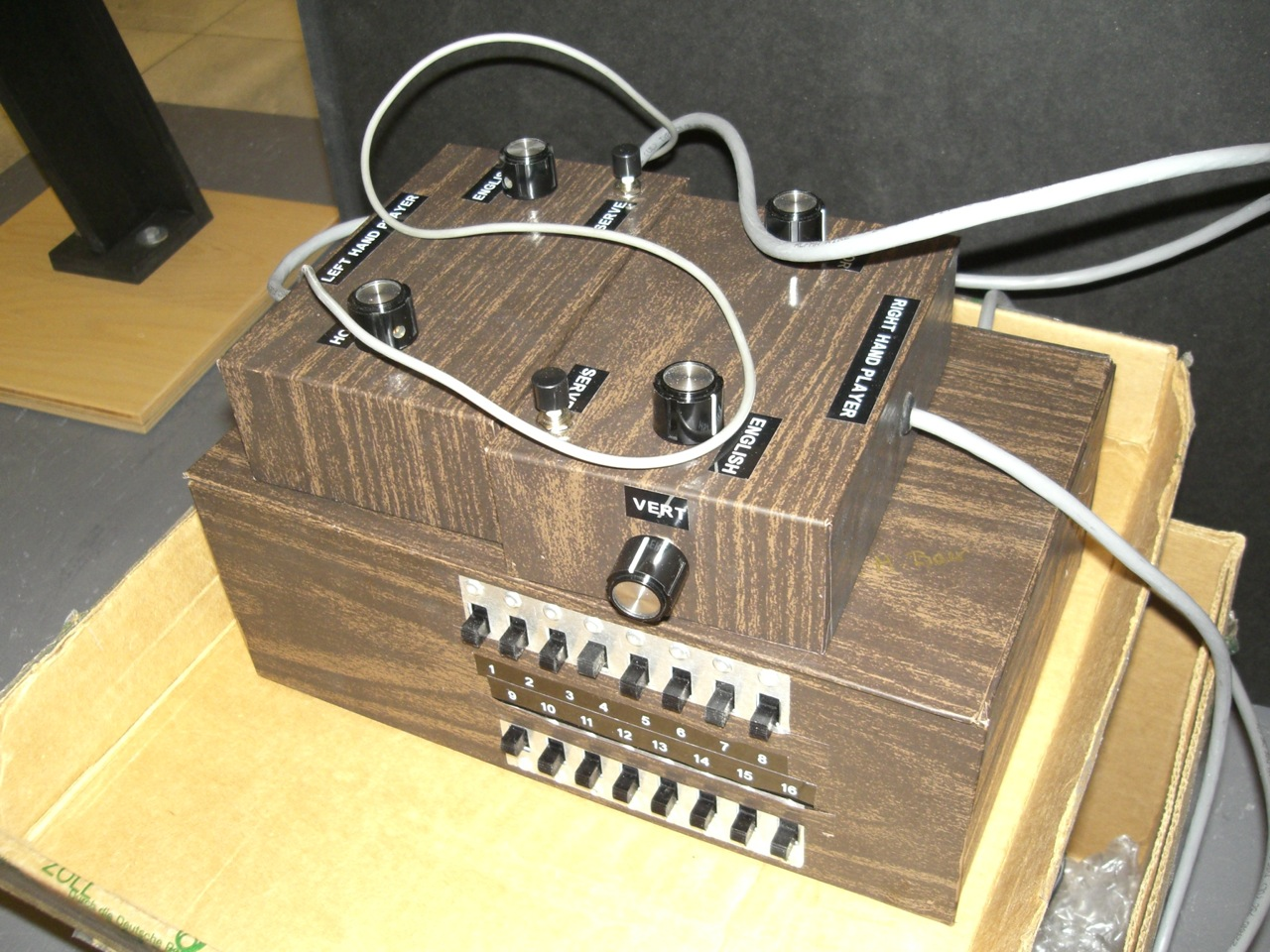
نموذج "الصندوق البني" هو الرائد لنظام ماغنافوكس أوديسي، أول منصة ألعاب فيديو منزلية تجارية.

ولأن ساندر كان مقاولاً عسكريًا وليس في مجال صناعة الإلكترونيات وبيعها، اقترب الفريق من شركات عديدة لصناعة كابلات التلفاز لإنتاج المنصة، ولكنهم لم يستطيعوا إيجاد مشترٍ. بحلول يناير 1969 قام الفريق بإنتاج النموذج السابع والأخير، والمسمى «الصندوق البني».:12 بعدما رشح محامي براءة اختراع ساندر وشركاه الاقتراب من مصنعي التلفاز، وجدوا اهتمامًا في البداية من شركة راديو أمريكا وأخيرًا من ماغنافوكس، والتي دخلت المفاوضات في يوليو 1969 ووقعوا اتفاقًا في يناير 1971. صممت ماغنافوكس الشكل الخارجي للجهاز، وأعادت هندسة بعض الأجزاء الداخلية باستشارة باير وهاريسون؛ وقاموا بإزالة القدرة على إظهار الألوان وقاموا بتقليل عدد أنواع أذرع التحكم وغيروا نظام اختيار الألعاب من القرص المستدير إلى بطاقات ألعاب منفصلة والتي تعدل دارات المنصة الإلكترونية عندما إدخالها إلى المنصة. أطلقت ماغنافوكس على المنصة اسم ماغنافوكس أوديسي وأعلنت عن تاريخ إطلاق النظام ليكون سبتمبر 1972.
في منتصف عقد 1960، رأى نولان بوشنل لعبة حرب الفضاء! في جامعة يوتا حين كان طالبًا. حرب الفضاء! كانت لعبة حاسوب كبير من إنتاج عام 1962 طورها مجموعة من الطلاب والموظفين في معهد ماساتشوستس للتقنية. عمل بوشنل في منتزه ملاهٍ، وقد شعر أن نسخة لعبة صندوق ألعاب من حرب الفضاء! ستكون شعبية للغاية. الأسعار الغالية للحواسيب القادرة على تشغيل اللعبة - مع ذلك - كانت تعني أن أي لعبة صندوق ألعاب لن تكون عمليةً اقتصاديًا. بحلول عام 1970، مع ذلك، بدأت أسعار الحواسيب الصغيرة بالانخفاض. وافق هو وزميل مكتبه على العمل معًا لمحاولة تصميم نموذجًا للعبة. بنهاية نوفمبر 1970، أهمل الاثنان المشروع وأعدوه غير قابل للدفاع عنه، لأن الحواسيب العملية الاقتصادية لم تكن قوية كفاية. فكر بوشنل بعدئذٍ بطريقة للتلاعب بإشارة الفيديو على الشاشة دون أن يتحكم بها حاسوب، ومن هندسة نقطة الاقتران أتى بفكرة إزالة الحاسوب بأكمله وبناء جهاز مختص بالتعامل مع كل شيء في اللعبة بدلاً منه. فضاء الحاسوب - أول لعبة صندوق ألعاب تجارية - قد أصدرها الاثنان بهندسة نقطة الاقتران عبر ناتنغ وشركاه بنهاية عام 1971 وبعد إصدارها اتحدا لتكوين شركة أتاري بعد سنة وبدأوا بتصميم ألعاب أكثر. رأى بوشنل عزم منصة أوديسي عندما لعب لعبته كرة الطاولة في أوائل عام 1972 وعين أول موظفيها، ألان ألكورن، لإنتاج أول لعبة كرة طاولة لصندوق الألعاب. كانت النتيجة هي بونغ، أول لعبة صندوق ألعاب كبيرة وناجحة، وألهمت عددًا كبيرًا من الإصدارات لصناديق الألعاب و‌المنصات المخصصة وكذلك الألعاب المستنسخة، من ضمنها لعبة أتاري بونغ المنزلية في 1975.

### التقنية
لم يحتوِ الجيل الأول من أنظمة ألعاب الفيديو على معالج دقيق وكانت مبنية على حواسيب آلة حالات مخصصة دون نصوص برمجية تتكون من دوائر منطقية منفصلة تشتمل على كل عنصر من اللعبة نفسها. على مدار الجيل، تحسنت التقنية بثبات والمنصات اللاحقة من الجيل نقلت معظم الدوائر الإلكترونية إلى دوائر متكاملة مخصصة مثل رقائق بونغ المخصصة من أتاري وسلسلة إيه آي-3-8500 من جنرال إنسترومنتس.:119
كانت القدرات الرسومية محدودة على مر الجيل، وغالبًا ما دعمتها الملحقات المادية وتراكب الشاشات، ولكنها شهدت بعض التحسينات بالقرب من نهاية الجيل. بينما كان أوديسي يستطيع فقط إظهار 3 نقاط مربعة باللونين الأبيض والأسود، كلما تقدم الجيل، استطاعت المنصات إظهار الألوان بالإضافة إلى أشكال أكثر تعقيدًا وكذلك النصوص.:155 المنصات المبكرة مثل أوديسي وتي في تنس إلكتروتنس تطلبت من اللاعبين تتبع النقاط (Score) يدويًا ولكن لاحقًا، قدم الكثيرون عدادات للنقاط على الشاشة لمساعدة اللاعبين في معرفتها.:252 كانت القدرات الصوتية تتحسن ببطء على مدار الجيل، ابتداءً من أوديسي، الذي كان بدون صوت، ولاحقًا المنصات التي احتوت صفارات بإمكانها إنتاج مدى صغير من الصفير.

### تشبع السوق ونهاية الجيل
في 1976، أنتجت جنرال إنسترومنتس سلسلة من الرقاقات المتكاملة الميسورة والتي سمحت للشركات بتبسيط إنتاج المنصات وتخفيض التكاليف. بسبب هذا، دخلت شركات عديدة سوق المنصات المنزلية في أواخر عقد 1970.:147 عدد كبير من المنصات المُصدرة والتي كانت أساسًا نسخًا من منصة بونغ المنزلية من أتاري وكثير منها كان رديء الصنع وأسرع إلى السوق، مما تسبب بتشبع سوق المنصات المنزلية. الطلب على الرقاقة كان كبيرًا جدًا لدرجة أن جنرال إنسترومنتس لم تستطع إمداد العدد الكافي لترضي جميع الطلبات التي كانت تتلقاها مما سبب مشاكل للشركات الصغيرة. تلقت كوليكو طلبهم مبكرًا سامحةً لهم ببناء قدرات إنتاجية قوية وتحقيق نجاح مع مدى تلستار الخاص بهم.
بداية الجيل الثاني والتقدم الكبير الثاني في تقنية المنصات المنزلية بدأت في 1976 بإصدار فيرتشايلد تشانيل إف.:116 التقنية خلف الجيل الأول عفا عليها الزمن بسرعة بمجرد أن أصبح للمستهلكين القدرة على شراء ألعاب جديدة لمنصات الجيل الثاني بدلاً من شراء أنظمة جديدة حينما يريدون محتوى جديدًا مثل المنصات المخصصة من الجيل الأول. بالمقارنة لمكتبة الألعاب المحدودة لكل منصة مخصصة، أُصدر أتاري في سي إس بنظام قتال وخرطوشة تحتوي 27 لعبة. بمجرد انتقال الناس إلى الأنظمة الجديدة، كانت بعض الشركات تمتلك مخزونًا فائضًا وكانت تبيعه بخسارة. مزيج تشبع السوق وبدء الجيل الثاني جعل من شركات كثيرة تترك السوق تمامًا.:22

## الأنظمة المنزلية

معظم المنصات في الجيل الأول كانت إما نسخًا من إصدار لعبة بونغ لصندوق الألعاب أو مشابهة لها (أعلاه).

كان هناك مئات من منصات ألعاب الفيديو المنزلية التي تواجدت في الجيل الأول. هذا القسم يتضمن أشهرها.

### سلسلة أوديسي
في 1972 أصدرت ماغنافوكس أول نظام ألعاب فيديو منزلي في العالم، ماغنافوكس أوديسي.:55 وقد أتى محزومًا بأدوات لعبة ألواح كالبطاقات والمال الورقي والنرد لتحسين الألعاب.:50 كان به ميزات أصبحت معايير للصناعة فيما بعد مثل أذرع التحكم المنفصلة ومسدس الضوء الملحق وخراطيش الألعاب القابلة للتبديل.:xvii بينما لم تتخزن أي بيانات للعبة على الخراطيش مثلما حدث في المنصات اللاحقة، إلا أن اللاعب قادر على اختيار لعبة من أصل 12 لعبة موجودة على الجهاز. قام ماغنافوكس بترخيص براءات اختراعاتها لألعاب الفيديو لشركات أخرى مقابل أجر ولاحقت الشركات التي أصدرت منصات دون اتفاق ترخيص قضائيًا.
كان بفضل أوديسي أن تنخرط نينتندو في مجال ألعاب الفيديو المنزلية. طبقًا لمارتن بيكارد في إنترناشونال جورنال أوف كمبيوتر غيم ريسيرش: «في 1971، تحالفت نينتندو - حتى قبل تسويق أول منصة منزلية في الولايات المتحدة - مع الشركة الرائدة الأمريكية ماغنافوكس لتطوير المسدس الضوئي وإنتاجه لأوديسي، لأنه كان مشابهًا لما كانت نينتندو قادرة على تقديمه في سوق الدمى اليابانية في عقد 1970».
في 1974 اشترت فيليبس ماغنافوكس وأصدرت سلسلة من منصات أوديسي عددها 8 في أمريكا الشمالية من 1975 وحتى 1977. جميعها كانت أنظمة مخصصة، وكل إصدار تالٍ كان تحسينًا لما سبقه، مضيفًا ميزات على أنها تغييرات إضافية في الألعاب وعروض على الشاشة ومعوقات يتحكم بها اللاعب مثل المجاديف الصغيرة وسرعة الكرة المتغيرة.:55 أُصدرت 3 منصات من سلسلة أوديسي في أوروبا بميزات شبيهة من 1976 وحتى 1978.

### تي في تنس إلكتروتنس
في 12 سبتمبر 1975، قبل إصدار بونغ المنزلي بعدة أشهر في أمريكا الشمالية، أصدرت إيبوك أول منصة منزلية يابانية تي في تنس إلكتروتنس، رخصت ماغنافوكس التقنية واحتوى على كرة وحيدة ولعبة مضربية كانت تشابه بونغ ولكن دون إظهار النقاط على الشاشة. أزرار تحكم اللعبة كانت موجودة على الوحدة الأساسية وكانت موصولة بالتلفاز عبر هوائي تردد فوق العالي، على عكس أن يكون متصلاً مباشرةً، والذي كان مميزًا للمنصة في ذلك الوقت. مقارنةً بالمنصات الشهيرة من الجيل، كان أدائها منخفضًا حيث باعت تقريبًا 20,000 نسخة.

### بونغ أتاري المنزلية
في أواخر عام 1975 أصدرت أتاري إصدارًا منزليًا من لعبتهم الشهيرة لصندوق الألعاب بونغ.:80–83 كانت أول استخدام للرقاقة الصغيرة في منتج لأتاري وكانت قيد التطوير منذ 1974 بقيادة ألان ألكورن وهارولد لي. بنهاية عام 1975، أصبحت أتاري شركة كبيرة في سوق المنصات المنزلية بسبب بونغ المنزلية. بعد نجاح بونغ، رفعت ماغنافوكس دعوى قضائية ضد أتاري لانتهاكها براءة اختراعها التقني وانتهى الأمر بحله خارج المحكمة لتصبح أتاري تحمل ترخيص ماغنافوكس.
حققت ألعاب الفيديو المنزلية شعبية واسعة الانتشار بإصدار النسخة المنزلية من بونغ ونجاحها أظهر مئات من النسخ، منها كوليكو تيلستار، والذي أصبح ناجحًا بحقه على عشرات النماذج، وبيناتون تي في ماستر من إنتاج الشركة البريطانية بيناتون.:33

### سلسلة كوليكو تيلستار
ابتداءً من 1976، أصدرت كوليكو سلسلة من 14 منصة مخصصة حتى عام 1978، عندما عانت خسارة ملحوظة بسبب إضراب عمال الموانئ، مما منعها من شحن المنتج النهائي في الوقت المناسب للعطلات، وكذلك بسبب بداية الجيل الثاني.:121 تميزت السلسلة بعدد مختلف من أساليب ألعاب الكرة وملحقات خارجية لتحسين طريقة اللعب مثل صندوق ألعاب تلسار، والذي كان ذا تصميم مثلثي فريد وقد أتى بصحبة مسدس ضوئي وعجلة قيادة ملحقة بالغلاف.:272 سُوِّقت السلسلة بسعر أقل من منافسيها وباعت مبيعات جيدة وصلت لأكثر من مليون نسخة.

### سلسلة كولور تي في غيم
في أواخر عقد 1970، أصدرت نينتندو سلسلة من 5 منصات للسوق اليابانية. أول منصة في السلسلة وكذلك أول منصة تصنعها نينتندو، كلر تي في غيم 6، والتي أُصدرت في 1977 واحتوت على 6 من ألعاب الكرة والمضرب. آخر لعبة من كمبيوتر تي في غيم كانت نسخة 1980 من أول لعبة صندوق ألعاب لنينتندو، عطيل الحاسوب. المنصة الثالثة من السلسلة، كلر تي في غيم ريسنغ 112، كانت أول مشروع لشيغيرو مياموتو، والذي سيصبح فيما بعد منشئ بعض من سلاسل ألعاب الفيديو الشهيرة.

### مقارنات
| الاسم             | ماغنافوكس أوديسي                                  | سلسلة أوديسي (11 منصة)                  | تي في تنس إلكتروتنس                           | بونغ المنزلي                                                          | كوليكو تيلستار (14 نموذج)                                 | كولور تي في غيم (5 منصات)                        |
| ----------------- | ------------------------------------------------- | --------------------------------------- | --------------------------------------------- | --------------------------------------------------------------------- | --------------------------------------------------------- | ------------------------------------------------ |
| المُصنِّع            | ماغنافوكس                                         | ماغنافوكس، فيليبس                       | إيبوك                                         | آتاري، سيرز تيلي غيمز                                                 | كوليكو                                                    | نينتندو                                          |
| الصورة            |                                                   |                                         |                                               |                                                                       |                                                           |                                                  |
| السعر عند الإطلاق | US$100 (ما يعادل $619 في 2020)                    | US$100–230 (ما يعادل $481–1106 في 2020) | JP¥19,500 (ما يعادل ¥36٬600 في 2019)          | US$98.95 (ما يعادل $476 في 2020) JP¥24,800 (ما يعادل ¥46٬500 في 2019) | US$50 (ما يعادل $227 في 2020)                             | JP¥9800–48,000 (ما يعادل ¥15٬559–65٬347 في 2019) |
| تاريخ الإصدار     | اليابان 1974 أ.ش. أغسطس 1972 أوروبا 1973–1974:201 | أ.ش. 1975–1977                          | اليابان 12 سبتمبر 1975                        | أ.ش. أواخر عام 1975                                                   | أ.ش. 1976–1978                                            | اليابان 1977–1980:363، 378                       |
| الوسائط           | لوحة دارات مطبوعة                                 | رقاقة مدمجة                             | رقاقة مدمجة                                   | رقاقة مدمجة                                                           | رقاقة مدمجة (معظم النماذج) خرطوشة (تلستار آركيد، 1977):15 | رقاقة مدمجة                                      |
| ملحقات (بالتجزئة) | مسدس ضوئي                                         | لا يوجد                                 | اتصال لاسلكي لتلفاز عبر هوائي تردد فوق العالي | لا يوجد                                                               | أنماط ذراع التحكم                                         | لا يوجد                                          |
| المبيعات          | 350,000:58                                        | —                                       | 20,000                                        | 150,000:33–36:94–95                                                   | مليون                                                     | 1.5 مليون                                        |

## الأنظمة المحمولة يدويا
كل الأنظمة المحمولة يدويًا من الجيل الأول هي أنظمة مخصصة وبدأت متأخرة في الجيل الأول. لم يستطع اللاعبون شراء الألعاب منفصلةً للأنظمة حتى بداية الجيل الثاني وإصدار مايكروفيجن.:46 انخفضت شعبية المنصات المحمولة يدويًا المخصصة في النهاية بألعاب الفيديو المبرمجة، والتي أصبحت شعبية في الجيل الرابع بتقديم غيم بوي.:316
إحدى الأمثلة الجديرة بالذكر هي سلسلة ألعاب ماتيل المحمولة، والتي أُصدرت من 1977 وحتى 1982. أول منصتين مُصدرتين هما ماتيل أوتو ريس وماتيل فوتبول. وتبعهما عناوين أخرى مبنية على الرياضة وبعض الملكيات المرخصة مثل باتلستار غالاكتيكا. احتوت كل لعبة على أزرار تحكم أساسية وواجهة ث.ب.ض بسيطة وصفارة للصوت.:70 كانت السلسلة ذات شعبية، وحققت مبيعات جيدة، وأحيانًا، كان من الصعب إيجادها بسبب الطلب الكبير.
في 1978، أصدرت شركة ميلتون برادلي لعبة سيمون، وهي لعبة ذاكرة إلكترونية صممها رالف باير و‌هاورد موريسون. وأصبحت أكثر دمية لميلتون برادلي مبيعًا وإحدى أكثر الألعاب شعبية في موسم عيد الميلاد. تكونت من 4 أزرار ملونة براقة والتي لا بد أن يضغط عليها اللاعب بالترتيب الصحيح الذه شاهده. بينما أُنتجت الكثير من النسخ من لعبة سيمون سلفًا، إلا أنها لم تكن ناجحةً كالأصلية، والتي لا تزال قيد الإنتاج.
في نفس العام، بدأت كوليكو بإصدار منصات محمولة يدويًا بعد نهاية سلسلة منصات تلستار المنزلية.:121 وقد أصدروا إلكترونك كورترباك، والتي توسعت على نمط ألعاب كرة القدم الأمريكية الشعبية بإضافة ميزات جديدة. إلى جانب ماتيل فوتبول، أصبحت لعبة الرياضة الشعبية الشهيرة في تلك الحقبة.

### استشهادات
1. ↑  ستيف فولتون (6 Nov 2007). "The History of Atari: 1971–1977". غيماسوترا (بالإنجليزية). Archived from the original on 2018-09-12. Retrieved 2019-02-26.
2. ↑  كيفن هايل (26 Oct 2009). Video Games (بالإنجليزية). Greenhaven Publishing LLC. p. 17. ISBN:9781420503067. Archived from the original on 2020-01-24. Retrieved 2019-02-26.
3. 1 2  Wolf, Mark J. P. (15 Jun 2012). Before the Crash: Early Video Game History (بالإنجليزية). دار نشر جامعة وين ستيت. ISBN:9780814337226. Archived from the original on 2020-01-24. Retrieved 2019-02-26.
4. ↑  ديفيد وول; آرثر غريفيث (1999). Graphics Programming with JFC (بالإنجليزية). وايلي. ISBN:9780471283072. Archived from the original on 2020-01-24. Retrieved 2019-02-26.
5. ↑  دان فليمنغ (1996). Powerplay (بالإنجليزية). دار نشر جامعة مانشستر. p. 180. ISBN:978-0-7190-4717-6. Archived from the original on 2020-01-24. Retrieved 2019-02-26.
6. ↑  ديفين غريفيث (2013). Virtual Ascendance: Video Games and the Remaking of Reality (بالإنجليزية). لانام، ماريلند: Rowman and Littlefield Publishers. pp. 14–15. ISBN:9781442216952. Archived from the original on 2020-01-24.
7. 1 2  Baer, Ralph H. (26 Apr 2005). Videogames: in the beginning (بالإنجليزية). Rolenta Press. ISBN:9780964384811. Archived from the original on 2013-12-31.
8. 1 2 3 4 5 6  تريستان دونوفان (20 Apr 2010). Replay: The History of Video Games (بالإنجليزية). Yellow Ant. pp. 10–26. ISBN:978-0-9565072-0-4. Archived from the original on 2020-01-24.
9. 1 2 3  روبرتو ديلون (19 Apr 2016). The Golden Age of Video Games: The Birth of a Multibillion Dollar Industry (بالإنجليزية). دار نشر سي آر سي. ISBN:9781439873243. Archived from the original on 2020-01-26. Retrieved 2019-03-01.
10. 1 2  روسيل ديماريا; جوني ويلسون (Dec 2003). High Score!: The Illustrated History of Electronic Games (بالإنجليزية) (الثانية ed.). ماكجرو هيل. p. 18. ISBN:978-0-07-223172-4. Archived from the original on 2017-03-25.
11. ↑  "The Great Videogame Swindle?". نكست جينيريشن (بالإنجليزية). إماجن ميديا. No. 23. Nov 1996. pp. 67–68. ISSN:1078-9693.
12. ↑  كريستوس موسكوفيتيس; هيلاري بول (2005). The Internet: A Historical Encyclopedia. Chronology. Volume 3 (بالإنجليزية). إيه بي سي-كليو. p. 27. ISBN:9781851096596. Archived from the original on 2020-01-25. Retrieved 2019-03-03.
13. 1 2  بنج إدواردز (11 Dec 2011). "Computer Space and the Dawn of the Arcade Video Game". تكنولوجايزر (بالإنجليزية). Archived from the original on 2016-03-22. Retrieved 2016-04-13.
14. ↑  مارتي غولدبرغ; كيرت فندل (25 Nov 2012). Atari Inc.: Business Is Fun (بالإنجليزية). Syzygy Press. pp. 20–31. ISBN:978-0-9855974-0-5. Archived from the original on 2020-01-25.
15. 1 2 3 4 5  بيل لوغويديس; مات بارتون (24 Feb 2014). Vintage Game Consoles: An Inside Look at Apple, Atari, Commodore, Nintendo, and the Greatest Gaming Platforms of All Time (بالإنجليزية). دار نشر سي آر سي. ISBN:9781135006501. Archived from the original on 2020-01-25.
16. ↑  كوينتين دوكتر (17 Aug 2018). CompTIA IT Fundamentals (ITF+) Study Guide: Exam FC0-U61 (بالإنجليزية). وايلي. ISBN:9781119513056. Archived from the original on 2020-01-25.
17. ↑  كريس كولر (21 Oct 2016). Power-Up: How Japanese Video Games Gave the World an Extra Life (بالإنجليزية). دوفر للنشر. p. 28. ISBN:9780486801490. Archived from the original on 2020-01-25.
18. 1 2 3 4  بريت وايس (20 Dec 2011). Classic Home Video Games, 1972–1984: A Complete Reference Guide (بالإنجليزية). مكفارلاند وشركاه. ISBN:9780786487554. Archived from the original on 2019-05-08. Retrieved 2019-09-01.
19. ↑  دنكان ويليامز; نيوتن لي (9 Feb 2018). Emotion in Video Game Soundtracking (بالإنجليزية). سبرنجر. p. 144. ISBN:9783319722726. Archived from the original on 2020-01-25.
20. ↑  بيتر مورمان (11 Aug 2012). Music and Game: Perspectives on a Popular Alliance (بالإنجليزية). سبرنجر. p. 12. ISBN:9783531189130. Archived from the original on 2020-01-25.
21. ↑  آرون ماركس (12 Oct 2012). The Complete Guide to Game Audio: For Composers, Musicians, Sound Designers, Game Developers (بالإنجليزية). تايلور وفرانسيس. p. 3. ISBN:9781136059254. Archived from the original on 2020-01-25.
22. 1 2 3  جيري إيمبيندر; إريك إيمبيندر (Oct 1980). "Electronic Games: Space-age Leisure Activity" (PDF). بوبيولار إلكترونكس (بالإنجليزية). Vol. 18, no. 4. p. 55. Archived (PDF) from the original on 2023-02-09. Retrieved 2019-09-24.
23. 1 2 3  مارك ولف (2012). Encyclopedia of Video Games: A-L (بالإنجليزية). إيه بي سي-كليو. ISBN:9780313379369. Archived from the original on 2016-05-13.
24. ↑  بويسي بيتري; بيل لوغويديس (10 Dec 2013). CoCo: The Colorful History of Tandy's Underdog Computer (بالإنجليزية). دار نشر سي آر سي. p. 11. ISBN:9781466592483. Archived from the original on 2020-01-25.
25. ↑  The Blue Book of Canadian Business 1980 (بالإنجليزية). Canadian Newspaper Services International. 1980. p. 182. ISBN:0-9690116-7-9. Archived from the original on 2020-01-26.
26. ↑  McAlpine, Kenneth B. (15 Nov 2018). Bits and Pieces: A History of Chiptunes (بالإنجليزية). Oxford University Press. p. 14. ISBN:9780190496098. Archived from the original on 2020-01-13.
27. 1 2  Wardyga, Brian J. (3 Aug 2018). The Video Games Textbook: History • Business • Technology (بالإنجليزية). سي آر سي بريس. ISBN:9780815390916. Archived from the original on 2020-01-11. Retrieved 2019-10-30.
28. ↑  آرثر سالسبرغ (Sep 1977). "TV Electronic Games Grow Up" (PDF). بوبيولار إلكترونكس (بالإنجليزية). Vol. 12, no. 3. p. 4. Archived (PDF) from the original on 2023-04-07. Retrieved 2019-09-24.
29. ↑  راشيل كوويرت; ثورستين كواندت (27 Aug 2015). The Video Game Debate: Unravelling the Physical, Social, and Psychological Effects of Video Games (بالإنجليزية). روتليدج. p. 5. ISBN:9781317567172. Archived from the original on 2020-01-25.
30. 1 2 3  مات بارتون (8 May 2019). Vintage Games 2.0: An Insider Look at the Most Influential Games of All Time (بالإنجليزية). دار نشر سي آر سي. p. 18. ISBN:9781000000924. Archived from the original on 2020-01-25.
31. 1 2 3  مارك ولف (2008). The Video Game Explosion: A History from PONG to Playstation and Beyond (بالإنجليزية). إيه بي سي-كليو. ISBN:9780313338687. Archived from the original on 2020-02-19. Retrieved 2019-03-01.
32. ↑  ديفيد إيفانز S.; أندريه هاغيو; ريتشارد شمالينسي (15 Feb 2008). Invisible Engines: How Software Platforms Drive Innovation and Transform Industries (بالإنجليزية). دار نشر معهد ماساتشوستس للتكنولوجيا. p. 119. ISBN:9780262262644. Archived from the original on 2020-02-19.
33. 1 2  "Magnavox Sues Firms Making Video Games, Charges Infringement". وول ستريت جورنال (بالإنجليزية). 17 Apr 1974. p. 15.
34. 1 2 3 4  مارتن بيكارد (24 Jun 2015). "The Foundation of Geemu: A Brief History of Early Japanese video games" (بالإنجليزية). International Journal of Computer Game Research. Archived from the original on 2015-06-24. Retrieved 2019-09-16.
35. ↑  Morgan, Cindy (Oct 1976). "Popular Mechanics" (بالإنجليزية). شركة هيرست. Vol. 146, no. 4. p. 80. ISSN:0032-4558. Archived from the original on 2014-11-25.
36. ↑  "Philips Odyssey 2100". Vox Odyssey (بالإنجليزية). Archived from the original on 2019-12-13. Retrieved 2019-11-26.
37. ↑  "Philips Odyssey 2001". Vox Odyssey (بالإنجليزية). Archived from the original on 2019-12-11. Retrieved 2019-11-26.
38. 1 2 3  ناوكي فوجيتا (Mar 1999). "「ファミコン」登場前の日本ビデオ・ゲーム産業 ―現代ビデオ・ゲーム産業の形成過程(2)―". 經濟論叢 (باليابانية). 163: 69. DOI:10.14989/45271. ISSN:0013-0273. Archived from the original on 2019-09-22. Retrieved 2019-09-22 – via Kurenai.
39. 1 2  ستيفن كنت (2001). "Could You Repeat That Two More Times?". Ultimate History of Video Games (بالإنجليزية). ثري ريفرز بريس. ISBN:0-7615-3643-4.
40. ↑  مات بارتون; بيل لوغويديس (9 Jan 2009). "The History Of Pong: Avoid Missing Game to Start Industry". غيماسوترا (بالإنجليزية). Archived from the original on 2019-01-19. Retrieved 2019-02-26.
41. 1 2  ديفيد إليس (2004). "Dedicated Consoles". Official Price Guide to Classic Video Games (بالإنجليزية). راندوم هاوس. ISBN:0-375-72038-3. Archived from the original on 2020-01-26.
42. ↑  ستيف ماكنيل (18 Apr 2019). Hey! Listen!: A journey through the golden era of video games (بالإنجليزية). مجموعة هيدلاين للنشر. p. 45. ISBN:9781472261342. Archived from the original on 2020-01-26.
43. ↑  براين وارديغا (6 Aug 2018). The Video Games Textbook: History • Business • Technology (بالإنجليزية). دار نشر سي آر سي. pp. 60–61. ISBN:9781351172349. Archived from the original on 2020-01-11.
44. ↑  "Coleco's New Video Challenge". نيويورك تايمز (بالإنجليزية). 11 Nov 1982. p. 1، قسم د. ISSN:0362-4331. Archived from the original on 2017-02-03. Retrieved 2019-09-18.
45. 1 2  ليونارد هيرمان (1997). Phoenix: the fall & rise of videogames (بالإنجليزية) (الثانية ed.). رولنتا للنشر. p. 20. ISBN:0-9643848-2-5. Archived from the original on 2013-12-31. Retrieved 2012-02-16. Like Pong, Telstar could only play video tennis but it retailed at an inexpensive $50 that made it attractive to most families that were on a budget. Coleco managed to sell over a million units that year.
46. ↑  ماري فايرستون (1 Jan 2011). Nintendo: The Company and Its Founders (بالإنجليزية). ABDO Publishing Company. p. 38. ISBN:9781617840951. Archived from the original on 2020-03-12. Retrieved 2019-03-01.
47. ↑  إساو يامازاكي (23 Apr 2014). 家庭用ゲーム機コンプリートガイド (باليابانية). 主婦の友社. p. 152. ISBN:9784072929711. Archived from the original on 2020-01-26.
48. 1 2  إساو يامازاكي (5 Dec 2014). 任天堂コンプリートガイド　−玩具編− (باليابانية). 主婦の友社. p. 93. ISBN:9784072947579. Archived from the original on 2020-01-26.
49. ↑  "Famous Names in Gaming" (بالإنجليزية). سي بي إس. Archived from the original on 2013-05-11. Retrieved 2010-06-13.
50. ↑  إيان فوست; جاكي هاولز; دان هيوز; أندي نايت; كريس ووكر; جنيفر تيلي (1 Apr 2019). WJEC GCSE Design and Technology (بالإنجليزية). هودر للتعليم. p. 79. ISBN:9781510450981. Archived from the original on 2020-01-26.
51. ↑  آشلي لبسون; روبرت برين (2009). Computer and Video Game Law: Cases, Statutes, Forms, Problems & Materials (بالإنجليزية). دار نشر كارولينا الأكاديمية. p. 25. ISBN:9781594604881. Archived from the original on 2012-03-16. Retrieved 2019-11-08.
52. 1 2  ديني كابلان, ed. (شتاء 1978). "The Video Games". فيديو (دليل المشتري) (بالإنجليزية). ريس للاتصالات. 1 (1): 34. ISSN:0147-8907. {{استشهاد بدورية محكمة}}: تحقق من التاريخ في: |تاريخ= (help)
53. 1 2  ديني كابلان, ed. (شتاء 1979). "Video Games". فيديو (دليل المشتري) (بالإنجليزية). ريس للاتصالات. 2 (1): 42. ISSN:0147-8907. {{استشهاد بدورية محكمة}}: تحقق من التاريخ في: |تاريخ= (help)
54. ↑  مارك ولف; برنارد بيرون (8 Oct 2013). The Video Game Theory Reader (بالإنجليزية). روتليدج. ISBN:9781135205195. Archived from the original on 2020-01-26.
55. ↑  Vision; the European Business Magazine (بالإنجليزية). 1977. p. 65. Archived from the original on 2020-01-26.
56. ↑  مارك ولف (May 2015). Video Games Around the World (بالإنجليزية). دار نشر معهد ماساتشوستس للتكنولوجيا. ISBN:9780262527163. Archived from the original on 2015-07-24.
57. 1 2  بيتر نواك (20 Dec 2011). Sex, Bombs, and Burgers: How War, Pornography, and Fast Food Have Shaped Modern Technology (بالإنجليزية). رومان وليتلفيلد. p. 132. ISBN:9780762776108. Archived from the original on 2020-01-26.
58. 1 2  M.B. Mook (2016). Perfect Guide of Nostalgic Family Computer (باليابانية). طوكيو: Magazine Box. pp. 99–100. ISBN:9784906735891. Archived from the original on 2020-01-10.
59. ↑  Wish Book for the 1975 Christmas Season (بالإنجليزية). سيرز. 1975. p. 412. Archived from the original on 2019-04-28. Retrieved 2019-09-16.
60. ↑  بنج إدواردز (26 Jan 2017). "The Lost World of Early Nintendo Consoles". PCMag UK (بالإنجليزية). Archived from the original on 2019-05-03. Retrieved 2019-09-14.
61. ↑  جيرالد فورهيس; جوشوا كول; كاتي ويتلوك (2 Nov 2012). "BattleZone and the Origins of First-Person Shooting Games". Guns, Grenades, and Grunts: First-Person Shooter Games (بالإنجليزية). Bloomsbury Publishing USA. ISBN:9781441191441. Archived from the original on 2020-01-26.
62. ↑  فلورن غورجيس; إساو يامازاكي (20 Nov 2012). The History of Nintendo: 1889-1980, from playing cards to Game & Watch (بالإنجليزية). Pix'N Love. pp. 216–222. ISBN:9782918272151. Archived from the original on 2020-01-26.
63. 1 2  US patent 4207087, رالف باير & هاورد موريسون, issued 10 يونيو 1980,  assigned to مارفن غلاس وشركاه
64. 1 2  بنج إدواردز (23 Oct 2016). "Simon Turns 30: The History of the Toy and Gaming's First Grudge". 1Up (بالإنجليزية). Archived from the original on 2016-10-23. Retrieved 2019-11-20.
65. ↑  إيفان عاموس (6 Nov 2018). The Game Console: A Photographic History from Atari to Xbox (بالإنجليزية). نو ستراتش بريس. ISBN:9781593277727. Archived from the original on 2020-01-13.
66. ↑  دوغلاس أرمسترونغ (29 May 1978). "Football Calculator Scoring Well". ميلووكي جورنال (بالإنجليزية). p. 1. Archived from the original on 2016-05-22. Retrieved 2016-07-17.
67. ↑  ستيفن كنت (2000). The First Quarter: A 25-Year History of Video Games (بالإنجليزية). BWD Press. p. 166. ISBN:978-0-9704755-0-3. Archived from the original on 2017-03-06.
68. ↑  موري نيلسون (23 May 2013). American Sports: A History of Icons, Idols, and Ideas [4 volumes]: A History of Icons, Idols, and Ideas (بالإنجليزية). إيه بي سي-كليو. p. 1416. ISBN:978-0-313-39753-0. Archived from the original on 2020-01-26.